# Milicias Antifascistas Obreras y Campesinas
Las Milicias Antifascistas Obreras y Campesinas (MAOC) fueron unas milicias formadas en España por el Partido Comunista de España (PCE) durante la Segunda República Española. Fueron fundadas en 1933 y participaron en la Revolución de Octubre de 1934 cuyo fracaso supuso su disgregación, pero a principios de 1936 fueron reorganizadas ante la perspectiva del posible triunfo en las elecciones generales del Frente Popular (del que el PCE formaba parte). Tuvo un papel muy activo durante los primeros meses de la guerra civil española hasta que fueron disueltas a principios de 1937, integrándose sus miembros en el Ejército Popular de la República.

## Historia
Aunque sus orígenes se sitúan en la primavera de 1933, con una organización todavía muy rudimentaria y minoritaria, no sería hasta octubre de 1934 cuando las MAOC se constituyan de forma más efectiva para participar en la Revolución de Octubre de 1934.
El fracaso de Octubre supuso la disgregación de las MAOC pero a principios de 1936 fueron reorganizadas ante la perspectiva del posible triunfo en las elecciones generales del Frente Popular (del que el PCE formaba parte). El Partico Comunista había propuesto que se incluyera en el programa de la coalición de izquierdas la constitución «de una milicia popular formada por obreros y campesinos» (una propuesta similar había presentado el PSOE: la «creación de una milicia civil armada integrada por republicanos y socialistas»), aunque la propuesta no fue aceptada por los republicanos que sí accedieron en cambio a retirar del programa su propia propuesta de disolver todas las milicias armadas, sin excepción alguna. El 19 de febrero, al día siguiente de la formación del nuevo gobierno del Frente Popular que había ganado las elecciones, el PCE presentó la solicitud de legalización de las MAOC, «al tiempo que imponía de hecho su presencia en el curso de diversas manifestaciones frente a las fuerzas del orden, a las que no se había mandado dispersarlas». El responsable nacional de las MAOC Juan Modesto escribió en un informe que el 29 de febrero habían realizado un «golpe de fuerza» para conseguir la legalización de las MAOC «en el mitin de homenaje a los amnistiados en la plaza de toros de Madrid»:

Al final del mitin, forman las MAOC en la plaza de toros y salen a la vía pública, cerrando el paso con sus pechos a la fuerza pública que quiere impedírselo y con una decisión manifiesta ganan el derecho a desfilar.

Tras la fusión de las juventudes socialistas y comunistas que dio nacimiento a las Juventudes Socialistas Unificadas (JSU) en marzo de 1936 la mayoría de los integrantes de las MAOC fueron miembros de esta organización. Se les proporcionaron armas y un entrenamiento paramilitar básico (al igual que se hizo en la Alemania de la preguerra) para que constituyeran una posible alternativa a la policía y a la Guardia Civil. Las MAOC fueron la única milicia de partido que antes de la Guerra Civil habían recibido un auténtico entrenamiento militar. Algunos de sus instructores fueron Francisco Galán, oficial de la Guardia Civil, o militantes comunistas como Enrique Líster y Juan Modesto, que habían recibido formación militar en la Unión Soviética y que jugarían un importante papel durante la contienda. Aun así, durante los años previos sus funciones no fueron más allá de ofrecer protección en algunos mítines políticos, o participar en los desfiles organizados por los comunistas.
De todas las milicias que actuaron en la zona republicana durante los primeros meses de la guerra civil española, las MAOC fueron quizás las más efectivas.  En sus memorias, el organizador de las MAOC Juan Modesto cifra el número de miembros de la milicia entre 1000 y 1500, aunque para el historiador Michael Alpert sus miembros serían muchos más y estas cifras solo se refieran al núcleo principal.
Cuando en julio de 1936 se produjo el golpe de Estado que desembocó en la Guerra Civil, las MAOC se conformaron en cinco formaciones de milicias que participaron activamente en la defensa de Madrid. Uno de estos batallones posteriormente se constituyó de forma autónoma como el 5.º Regimiento de Milicias Populares, formación militar modelo auspiciada y sostenida por el Partido Comunista de España. La decisión del gobierno de Francisco Largo Caballero de sustituir a las milicias espontáneas por fuerzas disciplinadas y militarizadas significó la extinción de las MAOC, cuyos miembros se integraron en diversas unidades del Ejército Popular Republicano. Las MAOC fueron disueltas formalmente en enero de 1937.

## Uniforme
Durante su existencia como grupo autónomo, las MAOC usaron uniforme. El uniforme genérico estaba compuesto por una camisa azul y corbata roja, mientras que los comisarios políticos portaban sobre el bolsillo de la camisa una estrella roja de cinco puntas. El azul de las camisas de las MAOC era de una tonalidad más clara, similar a celeste, que las de la Falange Española de las JONS.